# Rhabdoblatta varia
Rhabdoblatta varia är en kackerlacksart som först beskrevs av Walker, F. 1869.  Rhabdoblatta varia ingår i släktet Rhabdoblatta och familjen jättekackerlackor. Inga underarter finns listade i Catalogue of Life.